# Dóra Dúró
Dóra Dúró (ur. 5 marca 1987 w m. Szentes) – węgierska polityk, posłanka do Zgromadzenia Narodowego i jego wiceprzewodnicząca.

## Życiorys
W 2010 ukończyła studia z nauk politycznych na Uniwersytecie Loránda Eötvösa. Od 2005 była związana z Jobbikiem, pełniła funkcję rzeczniczki prasowej tej partii. Była też asystentką eurodeputowanego Zoltána Balczó. W wyborach w 2010 po raz pierwszy uzyskała mandat posłanki do Zgromadzenia Narodowego. Z powodzeniem ubiegała się o reelekcję w 2014 i 2018. W 2018 została wykluczona z frakcji Jobbiku, następnie dołączyła do nowej skrajnie prawicowej partii Ruch Naszej Ojczyzny, którą założył László Toroczkai. Objęła funkcję wiceprzewodniczącej tej formacji. Z jej ramienia w 2022 utrzymała mandat deputowanej na kolejną kadencję. W tym samym roku została wiceprzewodniczącą węgierskiego parlamentu.

## Życie prywatne
Zamężna z politykiem Elődem Novákiem.